# 幸せですか?
「幸せですか?」（しあわせですか?）は、セクシー8のシングル。2002年7月3日にzetima（現・アップフロントワークス）から発売された。

## 概要
- シャッフルユニットの企画第3弾で、今作のテーマは幸せである[2]。おどる♥11の「幸せきょうりゅう音頭」、ハッピー♥7の「幸せビーム!好き好きビーム!」と同日発売。

## 収録曲
全作詞・作曲：つんく
1. 幸せですか？ (3:43)
編曲：鈴木Daichi秀行
2. よくある親子のセレナーデ (セクシー8 Version) (4:09)
編曲：SHO-1
3. 幸せですか？ (Instrumental) (3:44)

## 参加メンバー
平家みちよ、矢口真里、後藤真希、石川梨華、吉澤ひとみ、アヤカ、里田まい、大谷雅恵

## 参加ミュージシャン
幸せですか？
- プログラミング&ギター：鈴木Daichi秀行
- コーラス：つんく・AKIRA・セクシー8

よくある親子のセレナーデ (セクシー8 Version)
- プログラミング：SHO-1
- アコースティックギター：鈴木健治
- コーラス：つんく・稲葉貴子・生方信堂

## カバー
- シーナ・イーストン - トリビュートアルバム『カバー・モーニング娘。ハロー!プロジェクト!』（2002年12月18日発売）に収録。
- 後藤真希 - アルバム『②ペイント イット ゴールド』（2004年1月28日発売）に収録。